# Cubati
Cubati är en kommun i Brasilien.   Den ligger i delstaten Paraíba, i den östra delen av landet, 1 600 km nordost om huvudstaden Brasília. Antalet invånare är 6 868.
Omgivningarna runt Cubati är huvudsakligen savann. Runt Cubati är det glesbefolkat, med 9 invånare per kvadratkilometer.